# مجلس جنراليتات بلنثية
مجلس جنراليتات بلنثية يُعرف رسميًا باللغة البلنثية بـ"الكونسيل" (Consell)، هو الهيئة التنفيذية التي تحكم منطقة بلنثية ذاتية الحكم، كما يتولى إدارة جهاز الإدارة التابع لجنراليتات بلنثية.ويُعد هذا المجلس أحد المؤسسات الأساسية للجنراليتات البلنثية ، إلى جانب الرئيس وبرلمان المنطقة (البرلمان البلنثي)، وذلك وفقًا لما ينص عليه نظام الحكم الذاتي لبلنثية.ينظم عمل المجلس كل من النظام الأساسي للحكم الذاتي وقانون الحكومة البلنسية. ويتكوّن المجلس من رئيس أو رئيسة الحكومة، ونائب أو نائبة الرئيس، بالإضافة إلى المستشارين (ويُعرفون بالبلنثية بـ"consellers").تُنظَّم الإدارة العامة للجنراليتات في وزارات أو إدارات، يرأس كل منها مستشار، وهو عضو في الحكومة يتمتع بصلاحيات تنفيذية.
تعود تسمية "الكونسيل" إلى الرغبة في إحياء المصطلحات التي كانت مستخدمة في الحقبة الفورالية، عندما أُنشئت أولى مؤسسات الحكم الذاتي وفقًا لقوانين "الفورس". كما أن الهيئة السابقة للحكم الذاتي كانت تُعرف باسم "مجلس بلاد بلنثية" حتى صدور نظام الحكم الذاتي سنة 1982.

## المقر الرئيسي
يقع المقر الرسمي لحكومة بلنثية في مدينة بلنثية، ويمكن أن تُنشأ هيئاتها وخدماتها ومرافقها في أماكن مختلفة من أراضي إقليم بلنثية، وفقًا لمعايير اللامركزية وتنسيق الوظائف.

## عمل الحكومة
تضع حكومة بلنثية قواعدها الداخلية لضمان حسن سير أعمالها، وتُعقد اجتماعاتها بناءً على دعوة من رئيسها.
وتتطلب صحة اجتماعات حكومة بلنثية حضور الرئيس والكاتب (أو من ينوب عنهما)، بالإضافة إلى ما لا يقل عن نصف الأعضاء الفعليين للحكومة. ويتولى رئيس الجنراليتات توجيه أعمال الحكومة وتنسيقها، دون الإخلال باختصاصات ومسؤوليات كل مستشار في نطاق مهامه.